# Nowe Podole
Nowe Podole – wieś sołecka w Polsce położona w województwie mazowieckim, w powiecie garwolińskim, w gminie Wilga.
W latach 1975–1998 miejscowość administracyjnie należała do województwa siedleckiego.
Wierni Kościoła rzymskokatolickiego należą do parafii Matki Bożej Bolesnej w Mariańskim Porzeczu.